# Việt Thường
Việt Thường  (chữ Hán: 越裳, còn được viết là 越常, 越嘗), còn gọi là Việt Thường thị (越裳氏) là một quốc gia hoặc bộ lạc cổ đại được nhắc đến trong một số thư tịch cổ của Trung Quốc và Việt Nam.

## Sự tích
Theo Thượng thư đại truyện  (尚書大傳) và Hậu Hán thư  thì vào năm thứ sáu kể từ khi Chu Công nhiếp chính, người nước Việt Thường đi bằng ba con voi đến dâng chim trĩ trắng cho Chu Thành Vương. Hai bên đều không có ai biết tiếng của nhau nên phải dùng cách phiên dịch gián tiếp qua ngôn ngữ khác để nói chuyện. Sách Việt sử lược   thời Trần cũng viết tương tự, không có chi tiết đi dọc biển để về.
Theo Tư trị thông giám cương mục  (資治通鑑綱目) và Cương mục nhà Nguyễn  thì chép thêm: Khi sứ giả Việt Thường thị về nước vì không biết đường nên Chu Công đã cho lấy năm cỗ xe bình xa (軿車, xe có màn che thời xưa) sửa thành xe chỉ nam rồi cấp cho sứ giả để giúp sứ giả xác định phương hướng. Sứ giả Việt Thường thị đi dọc theo bờ biển hai nước Phù Nam và Lâm Ấp để về.
Cần lưu ý trong hai tài liệu sau vì các mốc thời gian chênh lệch quá lớn và khoảng cách địa lý quá xa.
- Chu Thành Vương (1065－1020 Trước CN) kinh đô ở Thiểm Tây, miền bắc Trung Quốc
- Nước Phù Nam (1 - 630 Sau CN) và Lâm Ấp (192 - 757 Sau CN) đều ở phía nam Việt Nam

## Vị trí

### Ở miền Bắc, Việt Nam
Theo Việt sử lược thì An Dương Vương cho xây thành Cổ Loa ở Việt Thường. Theo Lĩnh Nam chích quái, Bản A 2914 tại Viện Hán Nôm, thì Núi Tản Viên là kinh đô nước Việt Thường. Điều này cũng trùng khớp với Việt sử lược khi nói Hùng Vương ở bộ Gia Ninh và Thái Bình hoàn vũ ký  chú thích bộ này có núi Tản Viên. Tóm lại, cả hai sách thời Trần của Việt Nam đều cho rằng Việt Thường ở miền Bắc. 

### Ở miền Trung, Việt Nam
Thời Đông Ngô lập quận Cửu Đức, có huyện Việt Thường, đa số xác định Cửu Đức ở Nghệ Tĩnh. Đào Duy Anh (1964) cho Việt Thường ở Hà Tĩnh (phía bắc Hoành Sơn). Trong khi Cương mục nhà Nguyễn cho ở Thuận Hóa (phía nam Hoành Sơn). Còn các sách Văn hiến thông khảo, Minh sử và Đại Minh nhất thống chí đều nói luôn là nước Lâm Ấp (phía nam Hoành Sơn).

### Ở Vân Nam, Trung Quốc và một phần Bắc Việt Nam, Lào hoặc Myanmar[13]
Theo sách Điền hệ của Súy Phạm về các dân tộc thiểu số ở Vân Nam, có người Sản Lý (Xa Lý) cũng có truyền thuyết đời Chu Thành Vương họ đi tiến cống. Khi về được Chu công cho xe chỉ nam nên họ lấy tên tộc mình là Xa Lý. Lại có một tộc khác là Lão Qua (một phần nay thuộc Lào và tây bắc Việt Nam) cũng có truyền thuyết tương tự. Còn sách Điền Nam tạp chí cho rằng Việt Thường ở Diến Điện (Miến Điện) tức là Myanmar.

### Ở Giang Tây, Trung Quốc
Ed Chevannes trong Les Mémoires historiques de Se-ma Tsien và sau là Đào Duy Anh (1957) cho rằng Việt Thường là Việt Chương - nơi vua Sở Hùng Cừ (thời Tây Chu) phong cho con trai út là Chấp Tì. Theo đó, hai tên này đồng âm là Yue Tchang. Lê Chí Thiệp, trong bài Gốc tích người Việt Nam cũng ngờ Việt Thường là Việt Chương thời Sở, sau là Dụ Chương thời Hán, nay là Nam Xương, Giang Tây, Trung Quốc. 

## Thơ ca
Ca dao Việt Nam có câu:
"Tháng năm ngày tết Đoan Dương.
Là ngày giỗ mẹ Việt Thường Văn Lang"
Tết Đoan Dương là tết Đoan Ngọ, 5/5 là ngày giỗ của Âu Cơ. Văn Lang là kinh đô của Vua Hùng ở Phú Thọ.